# زبان اشاره مالتی
زبان اشاره مالتی زبان اشاره‌ای است که توسط ناشنوایان و کم شنوایان در مالت استفاده می‌شود.